# Lou Ambers
Luigi Giuseppe D'Ambrosio znany jako Lou Ambers (ur. 8 listopada 1913 w Herkimer w stanie Nowy Jork, zm. 24 kwietnia 1995 w Phoenix w Arizonie) – amerykański bokser, zawodowy mistrz świata wagi lekkiej.
Zadebiutował jako bokser zawodowy w 1932. jego managerem był Al Weill. Do końca 1934 stoczył 48 walk, odnotowując tylko jedną przegraną (ze Stephenem Halaiko 7 maja 1934) i 5 remisów. W 1933 pokonał m.in. Herberta Lewisa Hardwicka znanego jako Cocoa Kid, a w 1934 byłego mistrza świata wagi junior półśredniej Johnny'ego Jadicka.
10 maja 1935 w Nowym Jorku Ambers zmierzył się o wakujący tytuł mistrza świata wagi lekkiej, po rezygnacji z tytułu przez Barneya Rossa, z byłym mistrzem świata w trzech kategoriach Tonym Canzonerim. Canzoneri okazał się lepszy po 15 rundach. W następnej walce Ambers pokonał przyszłego mistrza świata wagi półśredniej Fritziego Zivica. W 1936 pokonał m.in. Freddiego Klicka i Baby Arizmendiiego, a 3 września w Nowym Jorku wygrał na punkty po 15 rundach z Tonym Canzonerim i został nowym mistrzem świata wagi lekkiej. 30 listopada tego roku przegrał w towarzyskiej walce z Jimmym McLarninem (była to ostatnia walka zawodowa tego pięściarza).
W obronie tytułu Ambers wygrał 7 maja 1937 trzeci pojedynek z Canzonerim, a 23 września tego roku pokonał Pedro Montañeza (obie walki miały miejsce w Nowym Jorku). W 1938 wygrał walkę o tytuł z Jimmym Garrisonem 11 maja w Kansas City, zremisował w towarzyskiej walce z Arizmendim, a 17 lipca w Nowym Jorku zmierzył się w obronie tytułu z ówczesnym mistrzem świata w wagach piórkowej i półśredniej Henrym Armstrongiem. Ambers był dwukrotnie liczony (w 5. i 6. rundzie), ale potem walka była wyrównana. Armstrong wygrał niejednogłośnie na punkty, stając się tym samym potrójnym mistrzem świata.
Po tej porażce Ambers wygrał kolejnych 9 walk (w tym 5 przez nokaut), w tym ze starymi rywalami Halaiko i Arizmendim, z 22 sierpnia 1939 w Nowym Jorku odzyskał mistrzostwo świata wagi lekkiej po jednogłośnym pokonaniu Armstronga.
10 maja 1940 w Nowym Jorku Ambers stracił tytuł po porażce przez techniczny nokaut w 3. rundzie z Lewem Jenkinsem, który wygrał również walkę rewanżową przez techniczny nokaut w 7. rundzie 28 lutego 1941 w Nowym Jorku. Była to ostatnia walka zawodowa Ambersa.
W 1992 został wybrany do Międzynarodowej Bokserskiej Galerii Sławy.